# Fujitsu Stylistic S01
De Fujitsu Stylistic S01 is een smartphone ontwikkeld door het Japanse bedrijf Fujitsu. De smartphone is speciaal ontworpen voor ouderen. Het werd aangekondigd op het MWC 2013 in Barcelona, Spanje.

## Hardware
Het scherm is resistief, wat inhoudt dat de gebruiker iets harder op het scherm moet drukken. Dit is gedaan om niet per ongeluk iets verkeerds te selecteren. Elke keer wanneer er op het scherm wordt gedrukt, trilt de telefoon. Op de telefoon zit een speciale cameraknop, die de camera aan de achterkant activeert. Ook bevat de smartphone een camera aan de voorkant om te kunnen videobellen. De S01 wordt niet via een kabel opgeladen, het moet namelijk in een speciaal dockingsstation geplaatst worden. Op de achterkant van de telefoon zit een alarmknop. Als deze eruit wordt getrokken, belt de telefoon automatisch naar een voorafgegeven contactpersoon. Tevens is de telefoon water- en stofdicht.

## Software
De telefoon draait op het besturingssysteem Android 4.0.4, deze versie wordt ook wel "Ice Cream Sandwich" genoemd. De interface is daarentegen volledig aangepast voor senioren. De interface bestaat uit maar één scherm, zodat ouderen alleen maar naar boven of beneden hoeven te scrollen. De locatie van de applicaties verandert steeds, met bovenaan de meestgebruikte apps en onderaan natuurlijk de minst gebruikte. De icoontjes van de applicaties zijn groter gemaakt, zodat ze makkelijker in te drukken zijn. Bij de voorgeïnstalleerde apps zit standaard een vraagteken-icoon in rechterhoek, die, wanneer er op geklikt wordt, uitlegt hoe de applicatie werkt. Er kunnen extra applicaties in de Google Play-winkel worden aangeschaft.